# 白鷺 (仙人掌)
白鷺（學名：Mammillaria albiflora）是墨西哥的特有種仙人掌，花色為白，主要分布在墨西哥瓜納華托州，棲地為熱帶沙漠，生長海拔約2000米，現正面臨棲地破壞及非法採摘的威脅。

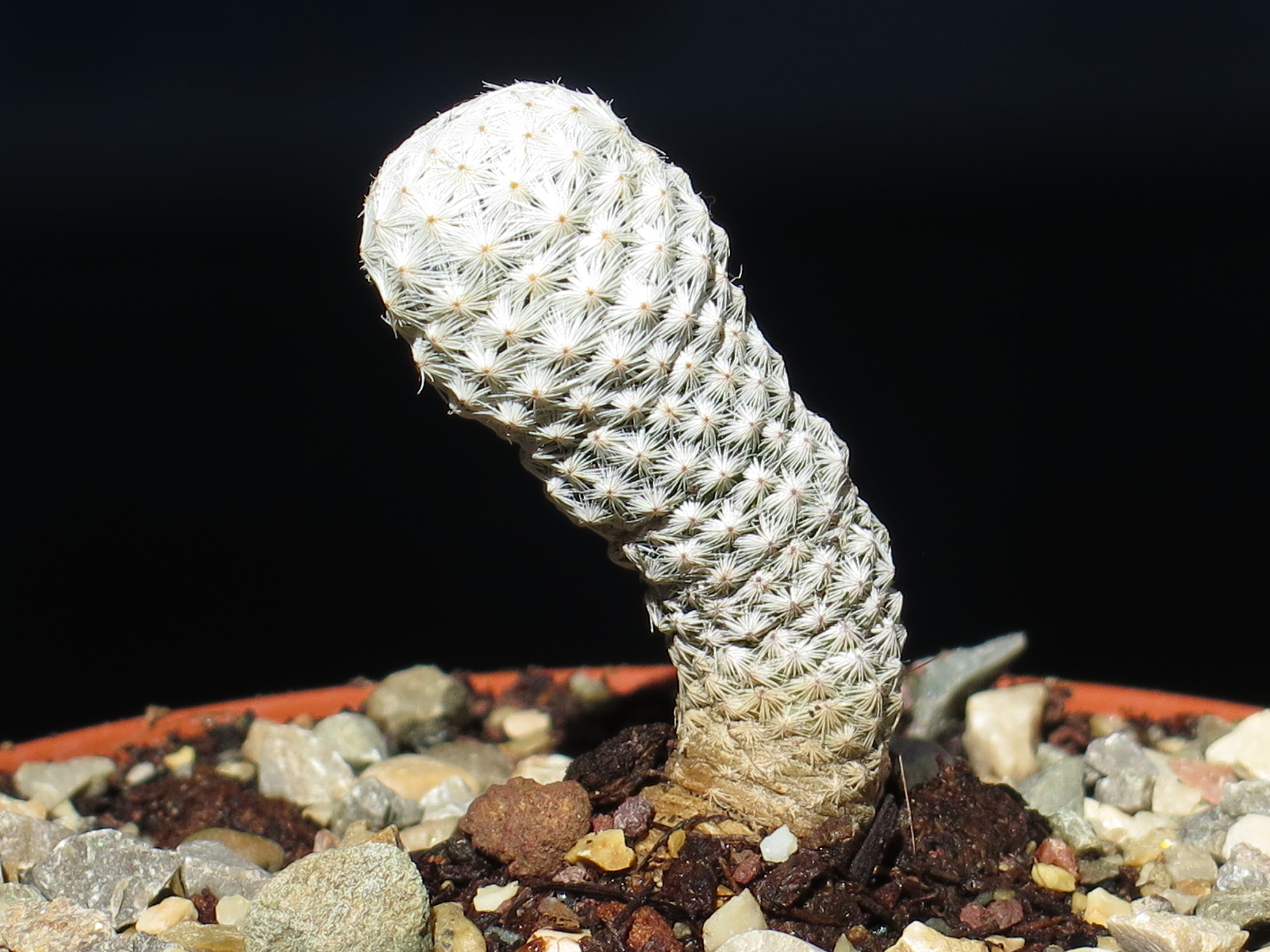
白鷺（Mammillaria herreae var. albiflora）拍攝於瓜納華托州多洛雷斯-伊達爾戈。

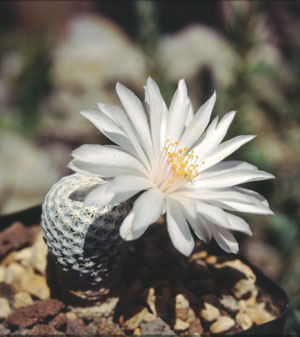
白鷺開出白色花朵